# Zur Kritik der Hegelschen Rechtsphilosophie
Zur Kritik der Hegelschen Rechts-Philosophie ist eine Schrift von Karl Marx aus den Jahren 1843 und 1844. Sie besteht aus einer von März bis August 1843 verfassten Kritik des Hegelschen Staatsrechts, die 1927 erstmals veröffentlicht wurde, und einer Ende 1843 bis Januar 1844 entstandenen Einleitung, die im Jahr 1844 erschien. Ersterer Text ist auch als Kreuznacher Manuskript bekannt.

## Kritik des Hegelschen Staatsrechts
Von dieser Schrift existiert ein Manuskript aus 39 Bögen. Marx hatte die Seiten mit römischen Ziffern paginiert. Der erste Manuskriptbogen ist nicht überliefert worden. Das Werk wurde zu Marx’ Lebzeiten nicht veröffentlicht.
Er setzt sich darin detailliert mit Georg Wilhelm Friedrich Hegels 1821 veröffentlichtem Werk Grundlinien der Philosophie des Rechts auseinander. Insbesondere weist Marx auf die Abstraktheit von Hegels Staatsbegriff hin.

## Einleitung

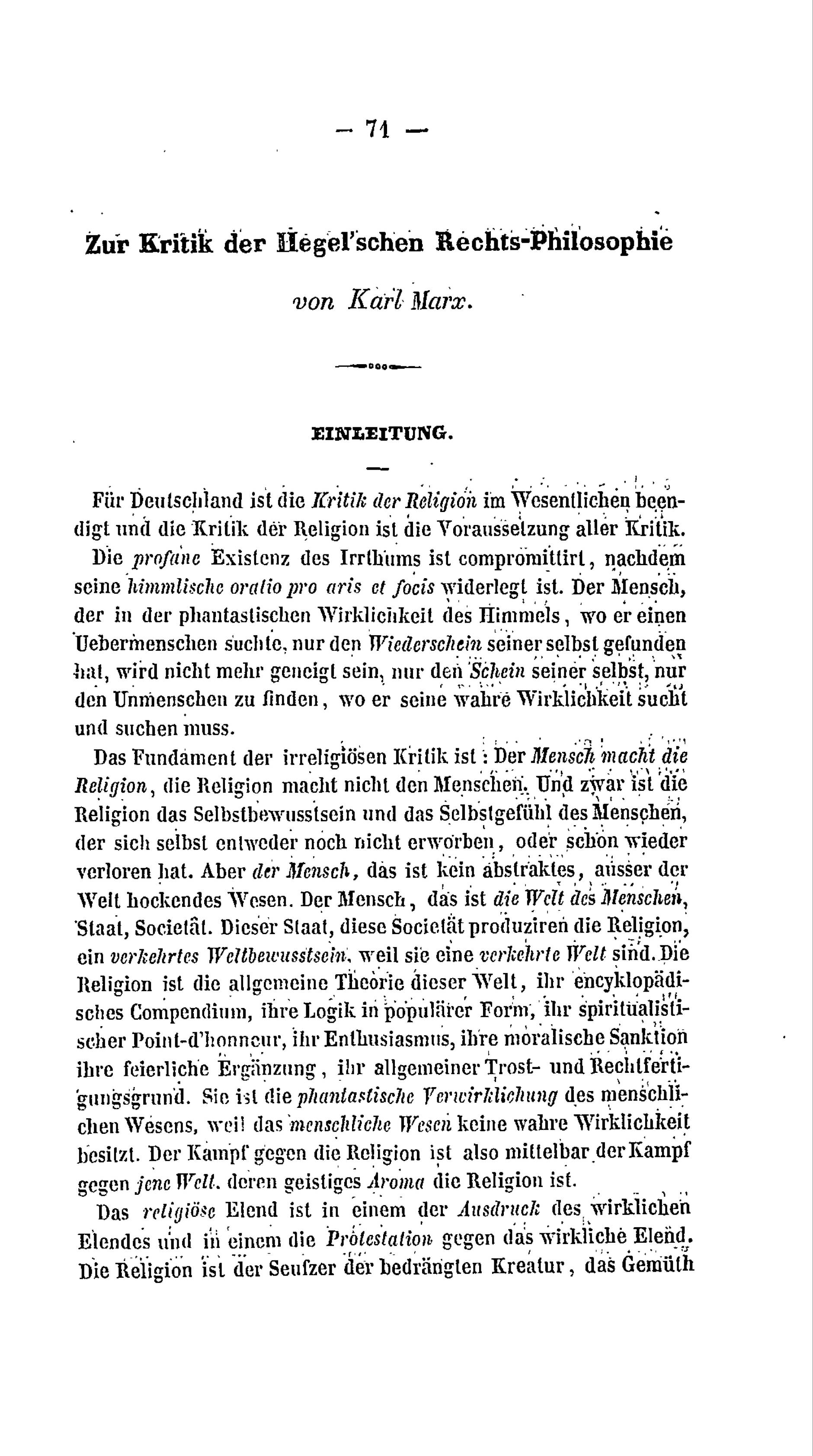
Anfang der Einleitung (Deutsch-Französische Jahrbücher, Seite 71)

Dieser berühmte Text erschien 1844 in den Deutsch-Französischen Jahrbüchern. Marx beginnt seinen Text mit dem Begriff der Kritik der Religion und bezeichnet dann die Religion als „Opium des Volkes“ (womit er eine Formulierung von Heinrich Heine zuspitzte). Doch im Sinne der Emanzipation ist über eine „Kritik des Himmels“ hinaus für Marx eine „Kritik der Politik“ notwendig, welche nicht alleine durch die Philosophie, sondern nur durch das Handeln der Klasse des Proletariats erfolgen könne.
Dem Bild Hegels von der Philosophie als der „Eule der Minerva“, die „erst mit der einbrechenden Dämmerung ihren Flug“ beginnt, setzt Marx am Ende seiner Einleitung das „Schmettern des gallischen Hahns“ entgegen, durch welches, „wenn alle innern Bedingungen erfüllt sind“, der „deutsche Auferstehungstag“ verkündet werde.

## Ausgaben
- Karl Marx: Kritik des Hegelschen Staatsrechtes
  - MEW Bd. 1, S. 203
  - Critique of Hegel’s Philosophy of Right, englische Übersetzung auf marxists.org von Annette Jolin und Joseph O’Malley; herausgegeben 1970 durch Joseph O’Malley, Cambridge University Press.

- Einleitung
  - MEW Bd. 1, S. 378
  - Introduction to A Contribution to the Critique of Hegel’s Philosophy of Right (englische Übersetzung auf marxists.org)